# Chytobrya
Chytobrya is een geslacht van vlinders van de familie Uilen (Noctuidae), uit de onderfamilie Hadeninae.

## Soorten
- C. albida Draudt, 1950
- C. bryophiloides Draudt, 1950
- C. fraudatrix Draudt, 1950
- C. perlopsis Draudt, 1950